# 巴斯海峡

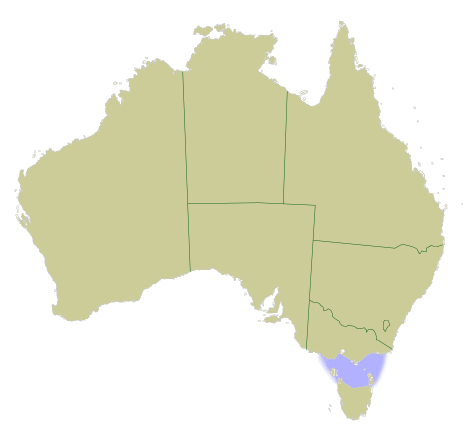
巴斯海峡位置图

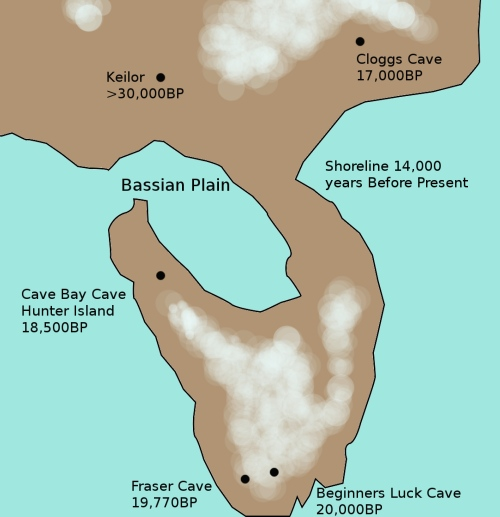
14000年前海平面尚未上升时的维多利亚州和塔斯马尼亚岛的海岸线

巴斯海峡（英語：Bass Strait）是分隔塔斯马尼亚岛与澳大利亚大陆东南部的海峡，长约500（310英里），最宽处约350（220英里），最窄处宽约240（150英里），平均水深约60（200英尺）。巴斯海峡中有很多岛屿，例如金岛和弗林德斯岛。巴斯海峡在末次冰期时并不是一个海峡，而是一个叫做巴斯平原（Bassian Plain）的陆桥，随着海平面上升先是在西面因为海水涌入变成一个的封闭海湾，后来被完全淹没成为海峡。
南冰洋和塔斯曼海的强烈洋流加上巴斯海峡较浅的水深，使它就如塔斯曼尼亚附近其他海域，海面浪比较大。在19世纪，很多船只在那里失踪。因此自19世纪中期，建造很多灯塔以协助船只航行。

## 岛屿
巴斯海峡中岛屿超过50个。主要的岛屿有：
西部:
- 金岛
- Three Hummock Island
- Hunter Island
- Robbins Island

西南部:
- 弗诺群岛
  - 弗林德斯岛
  - 巴伦角岛(Cape Barren Island)
  - 克拉克岛(Clark Island)
  - 另有60个其他的岛屿

东北部:
- Kent Group
  - Deal Island
  - 另有3个小岛
- Hogan Island
- Curtis Island

## 自然资源
巴斯海峡内有许多油田与天然气田。

## 交通
穿越巴斯海峡最快捷最廉价的方式是飞机。主要航空公司有澳洲航空、捷星航空、维珍蓝航空。主要机场有霍巴特国际机场、朗塞斯顿机场